# Camella
Camella je pěvecký sbor, který vznikl v roce 1993 při ZUŠ v severočeském Novém Boru. Zpočátku to byl sbor dětský a ženský, roku 1996 byl ze starších dívek vytvořen sbor dívčí, později, kromě 2 přípravných oddělení (Písklata a Kameláček), vznikly i sbory smíšené a komorní. Celkem je nyní ve všech odděleních Camelly asi 150 členů.
Od roku 1993 pořádá Camella v Novém Boru ročníky mezinárodního festivalu smíšených pěveckých sborů Crystal Chor, na kterém se představilo celkem již 35 sborů z 16 zemí.
Camella navázala za dobu své existence kontakty nejen s mnoha pěveckými sbory, ale také s netradičními hudebními tělesy (mj. dánský orchestr drnkacích nástrojů) i významnými skladateli – skladby věnovaly sboru např. profesorky M. Zeiner (Německo) a I.Arne (Lotyšsko). Spolupracovala  i dalšími hudebníky, např. A. Vacek, K. Fojtová a B. Myslík, který také věnoval sboru několik svých skladeb.
Sbormistrem všech oddělení je Jiří Štrobl, klavíristou absolvent teplické konzervatoře Radek Poláček.

## Historie

### Šk. roky 1993–2001
Do roku 2001 vystupovala Camella kromě koncertů v České republice také na Slovensku (1995), ve Francii (1995, 1997), na festivalech v Itálii (1995, 96, 97 a 2001), v Německu (2000, 2001), ve Slovinsku (2001).
Na mezinárodní soutěži v Olomouci v r. 1997 získal dětský sbor stříbrnou medaili, na mezinárodní soutěži B. Martinů v Hradci Králové (1999) druhé místo a stříbrný diplom.
Roku 1998 se dětský sbor představil také na mezinárodní soutěži na řeckém ostrově Rhodos.
V roce 2000 Camella účinkovala v několika zábavných a charitativních pořadech TV Nova. Mezi velmi úspěšné patřilo i vystoupení na vánočním koncertu v Mendelssohnově sálu v Gewandhausu v Lipsku (2001).

### Šk. rok 2002–2003
V tomto školním roce zpívala Camella na více než 20 koncertech, což je zatím nejvíc v historii sboru.
Na konci roku 2002 podnikla jednotlivá oddělení několik zahraničních cest. Nejúspěšnější byla účast komorního dívčího sboru na festivalu v portugalském městě Vila Nova de Gaia.
Dětský sbor vyjel koncertovat na Sardinii.
Kameláček skvěle reprezentoval město Nový Bor v holandském Leerdamu a dívčí sbor se představil v rakouském městě Grimmenstein.
Kromě účasti na několika regionálních festivalech (Roudnice n. L., Jablonec…) dosáhl soubor i několika mezinárodních ocenění: komorní sbor na mez. festivalu v německém Halle, dívčí sbor na soutěži Svátky písní Olomouc a především nově vzniklý mládežnický smíšený sbor na Harantovských slavnostech historického zpěvu (diplom „Za pozoruhodnou interpretaci staré hudby“).
Velmi úspěšná byla i cesta dětského sboru do španělského Luga a velkým uznáním bylo také pozvání na mezinárodní festival dětských sborů do Pardubic.

### Šk. rok 2003–2004
V tomto školním roce získal smíšený sbor na mezinárodní soutěži v belgickém Neerpeltu 1. cenu. V rámci této cesty vystoupil ještě na koncertech v Německu (Rheinbach) a Belgii (Genk).
17. dubna, na slavnostním koncertu k 10. výročí, pokřtil sbor své CD. Kmotrem se stal generální ředitel Českého rozhlasu pan V. Kasík. Hostem byla lotyšská skladatelka Ilze Arne.
Ženský sbor podnikl v květnu 2004 první zahraniční cestu – do Kodaně.
Poslední květnový víkend Camella uspořádala v pořadí již 5. ročník Crystal Chor, tentokrát jako nesoutěžní přehlídku dětských sborů. Zahraničními hosty byly spřátelené sbory z francouzského Castelnaudary a slovinské Ajdovščiny, z českých sborů Vrabčáci z Jablonce a Iuventus Cantans z Pardubic.

### Šk. rok 2004–2005
Novou sezónu zahájil již koncem srpna Dívčí komorní sbor, který strávil 4 dny v italské Pise. Ihned po příjezdu z tohoto soustředění natočily dívky v kostele ve Sloupu v Čechách 2 písně na CD a poslaly je do konkurzu na adventní koncerty do České televize. I díky spolupráci se zpěvákem P. Matuszkem Camella v silné konkurenci uspěla a 12.12. se 24 dívek představilo v přímém přenosu z kostela Všech Svatých na Pražském Hradě.
Během podzimu stihli Kameláčci velmi úspěšnou cestu do Plzně, kde byli hosty skvělého sboru Javoříčky (sb. B.Koželuhová) a vystoupili na zámku v Nebílovech.
Hlavní dětský sbor Camella zavítal koncem října ke svým přátelům do slovinské Ajdovščiny.
V prosinci 2004 měla Camella 7 vystoupení, např. Ve Sloupu v Čechách, ve Šluknově, Praze a hlavně v Novém Boru (mj. vánoční koncert ZUŠ, charitativní koncert s Michalem Horáčkem, půlnoční mše v kostele a především velký vánoční koncert Camelly 19. 12. v novoborském divadle).
Začátkem dubna se mládežnický smíšený sbor zúčastnil festivalu mládežnických sborů v dánském Kalundborgu (22 sborů ve 2 kategoriích). V soutěži získal nečekané druhé místo.
V květnu navštívil hlavní dětský sbor spřátelený soubor v Castelnaudary.
Ženský sbor přijal v červnu pozvání na Festiválek v Nechanicích, Smíšený sbor vystoupil na festivalu duchovní hudby v Chrámu sv. Václava ve Staré Boleslavi.
Kameláček (posílený o některé členky hlavního sboru) hned o den později soutěžil na festivalu Svátky písní v Olomouci (stříbrné pásmo). Smíšený sbor se zúčastnil Harantovských slavností historického zpěvu na Pecce.

### Šk. rok 2005–2006
V obsazení jednotlivých sborů došlo k dosti podstatným změnám. Ze ženského sboru vznikl nově dospělý smíšený sbor. Z mládežnického smíšeného sboru odešla část zpěváků. Formovala se nová komorní oddělení, jiná oddělení byla spojena.
Pražský skladatel V. Maštalíř věnoval Písklatům cyklus písniček “Duhová”. Spojená přípravná oddělení Camelly jej premiérově provedla během 12. výročního koncertu (11.3.).
Mladší smíšený sbor se vydal na mezinárodní soutěž až do Severního Irska. V Colerainu, i přes četná onemocnění, vyhrál kategorii “Youth choirs” (13 sborů), v kategorii “Light entertainment” postoupil z 15 soutěžících do finále, ale v něm nakonec zůstal pod “stupni vítězů”.

### Šk. rok 2006–2007
Počátkem září sbor zpíval na Panské skále na koncertu ke 150. výročí SUPŠ sklářské. Představil se zde jak hlavní dětský sbor, tak oba spojené sbory smíšené.
Koncem září odcestoval komorní sbor č. II do jihoitalského Campobassa. 
Od 11. 12. do 17. 12. Camella postupně vystoupila nejen v Novém Boru (divadlo, kostel, Navrátilův sál), ale spojené smíšené sbory provedly Missu pastoralis J. I. Linka i v Mimoni a v Kamenickém Šenově. V úvodu těchto koncertů se střídavě představil hlavní dětský sbor a  Písklata.

## Současná oddělení
- Písklata – přípravné oddělení
- Kameláček – přípravné oddělení
- Camella – hlavní dětský sbor
- Komorní sbor I
- Komorní sbor II
- Komorní sbor III
- Mladší smíšený sbor
- Dospělý smíšený sbor